# 1e Filipijns Congres
Het 1e Filipijns Congres was parlement van de Filipijnen van 25 mei 1946 tot 13 december 1949. Op 25 mei 1946 werd de zitting geopend als het 2e Congres van de Filipijnse Gemenebest. Vanaf 5 juli 1946, een dag na de Filipijnse onafhankelijkheid ging men verder onder de aanduiding 1e Congres van de Filipijnen. Het Congres is in deze periode samengesteld uit een hogerhuis, de Senaat van de Filipijnen en een lagerhuis, het Filipijns Huis van Afgevaardigden. De termijn van het 1e Filipijns Congres viel samen met de ambtsperiode van president Manuel Roxas. Toen Roxas op 15 april 1948 overleed was Elpidio Quirino het resterende deel van de zittingsperiode president van de Filipijnen.

## Leiders

### Senaat
- President van de Senaat:

José Avelino (Liberal Party)
Mariano Cuenco (Liberal Party), vanaf 21 februari 1949
- President van de Senaat Pro tempore:

Melecio Arranz (Liberal Party)
- Leider van de meerderheid:

Vicente Francisco
Tomas Cabili (Liberal Party), vanaf 21 februari 1949
- Leider van de minderheid:

Carlos Garcia (Nacionalista Party)

### Huis van Afgevaardigden
- Voorzitter (Speaker):

Eugenio Perez (2e district van Pangasinan, Liberal Party)
- Voorzitters pro tempore:

Francisco Ortega (1e district van La Union, Liberal Party)
- Leider Meerderheid (Majority Floor Leader):

Raúl Leuterio (Mindoro,  Liberal Party)
- Leider Minderheid (Minority Floor Leader):

Cipriano Primicias sr. (2e district van Pangasinan, Nacionalista)

## Leden

### Senaat
Op 23 april 1946 werden 16 senatoren gekozen. De acht met de meeste stemmen wonnen een termijn tot 30 december 1949, de andere acht een termijn tot 30 december 1951.
| Eerste en tweede sessie | Eerste en tweede sessie | Eerste en tweede sessie | Eerste en tweede sessie | Eerste en tweede sessie |
| Senator                 | Senator                 | Partij                  | Begin termijn           | Einde termijn           |
| ----------------------- | ----------------------- | ----------------------- | ----------------------- | ----------------------- |
|                         | Alauya Alonto           | NP                      | 1941                    | 1947                    |
|                         | Melecio Arranz          | LP                      | 1946                    | 1951                    |
|                         | José Avelino            | LP                      | 1946                    | 1951                    |
|                         | Tomas Cabili            | NP                      | 1946                    | 1949                    |
|                         | Olegario Clarin         | LP                      | 1946                    | 1949                    |
|                         | Tomas Confesor          | NP                      | 1946                    | 1951                    |
|                         | Mariano Cuenco          | LP                      | 1946                    | 1951                    |
|                         | Ramon Diokno            | NP                      | 1946                    | 1949                    |
|                         | Esteban de la Rama      | NP                      | 1941                    | 1947                    |
|                         | Vicente Francisco       | LP                      | 1946                    | 1951                    |
|                         | Carlos Garcia           | NP                      | 1946                    | 1951                    |
|                         | Pedro Hernaez           | NP                      | 1941                    | 1947                    |
|                         | Alejo Mabanag           | NP                      | 1946                    | 1949                    |
|                         | Vicente Madrigal        | NP                      | 1941                    | 1947                    |
|                         | Enrique Magalona        | LP                      | 1946                    | 1949                    |
|                         | Salipada Pendatun       | LP                      | 1946                    | 1949                    |
|                         | Vicente Rama            | NP                      | 1941                    | 1947                    |
|                         | Eulogio Rodriguez sr.   | NP                      | 1941                    | 1947                    |
|                         | Prospero Sanidad        | LP                      | 1946                    | 1949                    |
|                         | Proceso Sebastian       | NP                      | 1941                    | 1947                    |
|                         | Vicente Sotto           | PF                      | 1946                    | 1951                    |
|                         | Ramon Torres            | LP                      | 1946                    | 1951                    |
|                         | Emiliano Tirona         | NP                      | 1941                    | 1947                    |
|                         | Jose Vera               | NP                      | 1946                    | 1949                    |

| Derde en vierde sessie | Derde en vierde sessie | Derde en vierde sessie | Derde en vierde sessie | Derde en vierde sessie |
| Senator                | Senator                | Partij                 | Begin termijn          | Einde termijn          |
| ---------------------- | ---------------------- | ---------------------- | ---------------------- | ---------------------- |
|                        | Melecio Arranz         | LP                     | 1946                   | 1951                   |
|                        | José Avelino           | LP                     | 1946                   | 1951                   |
|                        | Tomas Cabili           | NP                     | 1946                   | 1949                   |
|                        | Olegario Clarin        | LP                     | 1946                   | 1949                   |
|                        | Tomas Confesor         | NP                     | 1946                   | 1951                   |
|                        | Mariano Cuenco         | LP                     | 1946                   | 1951                   |
|                        | Pablo David            | LP                     | 1947                   | 1953                   |
|                        | Ramon Diokno           | NP                     | 1946                   | 1949                   |
|                        | Vicente Francisco      | LP                     | 1946                   | 1951                   |
|                        | Carlos Garcia          | NP                     | 1946                   | 1951                   |
|                        | Fernando Lopez         | LP                     | 1947                   | 1953                   |
|                        | Alejo Mabanag          | NP                     | 1946                   | 1949                   |
|                        | Vicente Madrigal       | LP                     | 1947                   | 1953                   |
|                        | Enrique Magalona       | LP                     | 1946                   | 1949                   |
|                        | Camilo Osias           | NP                     | 1947                   | 1953                   |
|                        | Geronima Pecson        | LP                     | 1947                   | 1953                   |
|                        | Salipada Pendatun      | LP                     | 1946                   | 1949                   |
|                        | Eulogio Rodriguez sr.  | NP                     | 1947                   | 1953                   |
|                        | Prospero Sanidad       | LP                     | 1946                   | 1949                   |
|                        | Vicente Sotto          | PF                     | 1946                   | 1951                   |
|                        | Lorenzo Tañada         | LP                     | 1947                   | 1953                   |
|                        | Emiliano Tria Tirona   | LP                     | 1947                   | 1953                   |
|                        | Ramon Torres           | LP                     | 1946                   | 1951                   |
|                        | Jose Vera              | NP                     | 1946                   | 1949                   |

### Huis van Afgevaardigden
De termijn van alle leden van het Huis van Afgevaardigden van het 1e Congres van de Filipijnen liep van 25 mei 1946 tot 13 december 1949.
| Provincie/stad     | District | Afgevaardigde               |
| ------------------ | -------- | --------------------------- |
| Abra               | Lone     | Quintin Paredes jr.         |
| Agusan             | Lone     | Marcos M. Calo              |
| Albay              | 1e       | Eulogio V. Lawenko          |
| Albay              | 2e       | Toribio P. Perez            |
| Albay              | 3e       | Marcial Rañola              |
| Antique            | Lone     | Emigdio V. Nietes           |
| Bataan             | Lone     | Bonifacio Camacho           |
| Batanes            | Lone     | Anastacio Agan              |
| Batangas           | 1e       | Felixberto Serrano          |
| Batangas           | 2e       | Pedro P. Muñoz              |
| Batangas           | 3e       | Jose B. Laurel jr.          |
| Bohol              | 1e       | Luis T. Clarin              |
| Bohol              | 1e       | Genaro Visarra              |
| Bohol              | 2e       | Simeon G. Toribio           |
| Bohol              | 3e       | Cosme P. Garcia             |
| Bukidnon           | Lone     | Carlos Fortich sr.          |
| Bukidnon           | Lone     | Remedios O. Fortich         |
| Bulacan            | 1e       | Florante C. Roque           |
| Bulacan            | 2e       | Alejo S. Santos             |
| Cagayan            | 1e       | Conrado V. Singson          |
| Cagayan            | 2e       | Paulino A. Alonzo           |
| Camarines Norte    | Lone     | Esmeraldo Eco               |
| Camarines Sur      | 1e       | Juan Q. Miranda             |
| Camarines Sur      | 2e       | Sebastian Moll jr.          |
| Capiz              | 1e       | Ramon A. Arnaldo            |
| Capiz              | 2e       | Cornelio T. Villareal       |
| Capiz              | 3e       | Jose M. Reyes               |
| Catanduanes        | Lone     | Francisco Perfecto          |
| Cavite             | Lone     | Justiniano S. Montano       |
| Cebu               | 1e       | Jovenal Almendras           |
| Cebu               | 2e       | Vicente Logarta             |
| Cebu               | 3e       | Maximino Noel               |
| Cebu               | 4e       | Agustin Kintanar            |
| Cebu               | 5e       | Leandro A. Tojong           |
| Cebu               | 6e       | Nicolas Rafols              |
| Cebu               | 6e       | Manuel A. Zosa              |
| Cebu               | 7e       | Jose V. Rodriguez           |
| Cotabato           | Lone     | Gumbay Piang                |
| Davao              | Lone     | Apolinario Cabigon          |
| Ilocos Norte       | 1e       | Damaso Samonte              |
| Ilocos Norte       | 2e       | Pedro G. Albano             |
| Ilocos Sur         | 1e       | Floro S. Crisologo          |
| Ilocos Sur         | 2e       | Fidel B. Villanueva         |
| Iloilo             | 1e       | Jose C. Zulueta             |
| Iloilo             | 1e       | Mateo M. Nonato             |
| Iloilo             | 2e       | Oscar C. Ledesma            |
| Iloilo             | 3e       | Tiburcio Lutero             |
| Iloilo             | 4e       | Mariano B. Peñaflorida      |
| Iloilo             | 4e       | Gaudencio Demaisip          |
| Iloilo             | 5e       | Juan V. Borra               |
| Isabela            | Lone     | Domingo Paguirigan          |
| La Union           | 1e       | Francisco I. Ortega         |
| La Union           | 2e       | Manuel T. Cases             |
| Laguna             | 1e       | Eduardo Barreto             |
| Laguna             | 2e       | Estanislao A. Fernandez jr. |
| Lanao              | Lone     | Manalao A. Mindalano        |
| Leyte              | 1e       | Carlos S. Tan               |
| Leyte              | 1e       | Jose R. Martinez            |
| Leyte              | 2e       | Domingo Veloso              |
| Leyte              | 3e       | Francisco Pajao             |
| Leyte              | 4e       | Juan R. Perez               |
| Leyte              | 5e       | Atilano R. Cinco            |
| Manilla            | 1e       | Jose Topacio Nueno          |
| Manilla            | 2e       | Hermenegildo Atienza        |
| Marinduque         | Lone     | Timoteo Ricohermoso         |
| Masbate            | Lone     | Emilio B. Espinosa          |
| Mindoro            | Lone     | Raul Leuterio               |
| Misamis Occidental | Lone     | Porfirio G. Villarin        |
| Misamis Oriental   | Lone     | Pedro S. Baculio            |
| Mountain Province  | 1st      | George K. Tait              |
| Mountain Province  | 2nd      | Jose B. Mencio              |
| Mountain Province  | 3rd      | Gabriel Dunuan              |
| Negros Occidental  | 1e       | Vicente F. Gustilo sr.      |
| Negros Occidental  | 2e       | Carlos Hilado               |
| Negros Occidental  | 3e       | Elisio P. Limsiaco          |
| Negros Oriental    | 1e       | Lorenzo G. Teves            |
| Negros Oriental    | 2e       | Enrique Medina sr.          |
| Nueva Ecija        | 1e       | Jose Cando                  |
| Nueva Ecija        | 2e       | Constancio P. Padilla       |
| Nueva Vizcaya      | Lone     | Leon Cabarroguis            |
| Palawan            | Lone     | Sofronio T. Española        |
| Pampanga           | 1e       | Amado M. Yuson              |
| Pampanga           | 2e       | Luis M. Taruc               |
| Pangasinan         | 1e       | Juan de Rodriguez           |
| Pangasinan         | 2e       | Eugenio Perez               |
| Pangasinan         | 3e       | Pascual M. Beltran          |
| Pangasinan         | 4e       | Cipriano P. Primicias sr.   |
| Pangasinan         | 5e       | Narciso Ramos               |
| Pangasinan         | 5e       | Cipriano S. Allas           |
| Rizal              | 1e       | Ignacio Santos Diaz         |
| Rizal              | 2e       | Lorenzo Sumulong            |
| Romblon            | Lone     | Modesto Formilleza          |
| Samar              | 1e       | Agripino P. Escareal        |
| Samar              | 2e       | Tito V. Tizon               |
| Samar              | 3e       | Adriano Lomuntad            |
| Sorsogon           | 1e       | Pacifico F. Lim             |
| Sorsogon           | 2e       | Tomas S. Clemente           |
| Sulu               | Lone     | Ombra Amilbangsa            |
| Surigao            | Lone     | Ricardo Navarro             |
| Tarlac             | 1e       | Jose J. Roy                 |
| Tarlac             | 2e       | Alejandro Simpaoco          |
| Tayabas            | 1e       | Fortunato N. Suarez         |
| Tayabas            | 2e       | Tomas B. Morato             |
| Zambales           | Lone     | Ramon Magsaysay             |
| Zamboanga          | Lone     | Juan S. Alano               |